# Сан-Джованни-Инкарико
Сан-Джова́нни-Инкари́ко (итал. San Giovanni Incarico) — коммуна в Италии, располагается в регионе Лацио, подчиняется административному центру Фрозиноне.
Население составляет 3587 человек, плотность населения составляет 149 чел./км². Занимает площадь 24 км². Почтовый индекс — 03028. Телефонный код — 0776.
Покровителем коммуны почитается Иоанн Креститель, празднование 24 июня.